# Asia Minor
Asia Minor,   название переводится с лат. как «Малая Азия».— франко-турецкий музыкальный коллектив, выпустивший в 1979—81 годах два альбома прогрессивной рок-музыки и распавшийся. В 2021 году издали новый альбом. 

## Состав

### 1979 год[1]
- Эрил Текели (Eril Tekeli) — флейта, гитары, бас-гитара
- Сетрак Бакирель (Setrak Bakirel) — вокал, гитары, бас-гитара
- Льонель Бельтрами (Lionel Beltrami) — ударные
- Николя Винсент (Nicolas Vicente) — клавишные

### 1981 год[2]
— Николя Винсент
+ Робер Кемплер (Robert Kempler) — клавишные, бас-гитара

### 2021 год[3]
Помимо Сетрака Бакирела (гитара/вокал) и Эрила Текели (флейта/гитара), в состав группы теперь входят: Эвелин Кандель (бас), Миша Руссо (клавишные) и Жюльен Текеян (ударные).

## Дискография
- Crossing the Line (1979)
  - Preface
  - Mahzun Gözler
  - Mystic Dance
  - Misfortune
  - Landscape
  - Visions
  - Without Stir
  - Hayal Dolu Güler Için
  - Postface
- Between Flesh and Divine (1981)
  - Nightwind
  - Northern Lights
  - Boundless
  - Dedicace
  - Lost In A Dream Yell
  - Dreadful Memories
- Points Of Libration (2021)
  - Deadline Of A Lifetime
  - In The Mist
  - Crossing In Between
  - Oriental Game
  - The Twister
  - Melancholia's Kingdom
  - Urban Silk
  - Radyo Hatırası